# TMP36
Il TMP36 è un sensore di temperatura a semiconduttore ampiamente utilizzato nell'elettronica e nei progetti di monitoraggio della temperatura. Prodotto dalla società Texas Instruments, è comunemente utilizzato in applicazioni che richiedono la misurazione della temperatura ambiente, come sistemi di controllo del clima, monitoraggio dell'ambiente e monitoraggio della temperatura corporea in applicazioni mediche e di benessere climatico.

## Storia
La storia del TMP36 inizia negli anni 2000, quando Analog Devices lo ha introdotto come parte della sua serie di sensori di temperatura analogici. Il sensore è stato progettato per fornire una lettura accurata della temperatura con un'uscita analogica lineare, semplificando l'integrazione nei circuiti elettronici. Negli anni, il TMP36 ha guadagnato popolarità per la sua precisione, stabilità e facilità d'uso, essendo utilizzato in molte applicazioni industriali ed educative, grazie anche alla sua capacità di operare in un ampio intervallo di temperature e la sua bassa deriva.

## Specifiche tecniche
Il sensore TMP36 fornisce un output analogico proporzionale alla temperatura rilevata, rendendolo compatibile con una vasta gamma di microcontrollori e schede di sviluppo, inclusi Arduino e Raspberry Pi. Il TMP36 è disponibile in un piccolo package TO-92, che lo rende facile da integrare in circuiti elettronici e da montare su breadboard per prototipazione rapida. La sua gamma di temperatura operativa va tipicamente da -40 °C a +125 °C, con una precisione di ±1 °C a 25 °C.